# B-L
高エネルギー物理学において、B − L ("BマイナスL") は、バリオン数 (B) とレプトン数 (L) の差である。

## 概要
この量子数は、U(1)B − Lと呼ばれるいくつかのGUTモデルにおける大局的/ゲージU(1)対称性の物理学である。 バリオン数単独やレプトン数単独の場合と違って、この仮説上の対称性は、大局的である限り、カイラルアノマリーまたは重力アノマリーによって破れない。そのため、この対称性はよく引き合いに出される。もしB − Lが対称性として存在すれば、シーソー機構を仮定するなら、それはニュートリノを非ゼロ質量にする自発的対称性の破れでなくてはならない。
バリオン数保存およびレプトン数保存を個別に破るこのアノマリーは、B − Lが常に保存されることで打ち消される。その一つの例は、陽子 (B = 1; L = 0) がパイ中間子 (B = 0, L = 0) と陽電子 (B = 0; L = −1) へ崩壊する陽子崩壊である。
弱超電荷 Y
W と B−L は以下の関係式を満たす: 
X + 2Y
W = 5(B − L)
ここでXはU(1)対称性GUTに関連する保存された量子数である。